# Rogna
Rogna é uma comuna francesa na região administrativa de Borgonha-Franco-Condado, no departamento de Jura. Estende-se por uma área de 10,46 km². Em 2010 a comuna tinha 234 habitantes (densidade: 22,4 hab./km²).